# Gaia-X
Gaia-X – inicjatywa mająca na celu opracowanie federacyjnej infrastruktury danych dla Unii Europejskiej (UE), w ramach której dane będą udostępniane, a użytkownicy zachowają kontrolę nad dostępem do nich i ich wykorzystaniem, co według niektórych ma zapewnić europejską suwerenność cyfrową. Nazwa projektu nawiązuje do greckiej bogini Gai.
Projekt Gaia-X powstał w 2019 roku z inicjatywy byłego ministra gospodarki Niemiec, Petera Altmaiera i jego francuskiego odpowiednika, Bruno Le Maire’a. Inicjatywa podlega Komisji Europejskiej ds. autonomii strategicznej.
Wspierane projekty obejmują zastosowania w obszarach mobilności, lotnictwa i kosmonautyki, finansów, opieki zdrowotnej, budownictwa, gospodarki morskiej, edukacji, sztucznej inteligencji, wymiaru sprawiedliwości, rolnictwa, energetyki i bezpieczeństwa IT. Inicjatywa zrzesza przedsiębiorstwa z UE takie jak Airbus, BMW, SAP, Siemens i międzynarodowe jak EasyJet, Palantir.

## Artefakty
Gaia-X jest odpowiedzialne za zaprojektowanie i dostarczenie następujących elementów: 
- Specyfikacji opisującej sposób działania Gaia-X pod względem wymagań funkcjonalnych i technicznych

- Kodu odpowiadającego przykładowemu tłumaczeniu tych specyfikacji w trybie open source, stworzonemu przez społeczność Gaia-X

- Etykiet do walidacji reguł zarządzania [11]

### Specyfikacja
Gaia-X opracowuje dokumenty, od białych ksiąg po samouczki. Jednak jej działalność koncentruje się na następujących czterech specyfikacjach, które stanowią rdzeń koncepcji Gaia-X: 
- Dokument Architektury Gaia-X (AD) określa zasady interoperacyjności technicznej i składniowej, pozostając niezależnym od zasad zarządzania i zgodności.

- Dokument Zgodności Gaia-X (CD) zawiera zestaw reguł mających na celu ustanowienie interoperacyjności organizacyjnej i semantycznej. Dokument ten jest całkowicie niezależny od aspektów technicznych.

- Dokument Gaia-X Identity, Credentials, and Access Management Document (ICAM) zawiera specyfikacje opisujące sposób implementacji poświadczeń w ekosystemie Gaia-X, a także mechanizmy delegowania uprawnień, uwierzytelniania, autoryzacji i zarządzania dostępem.

- Dokument Gaia-X Data Exchange Document opisuje procesy, reguły i wymagania wstępne dotyczące wymiany danych w społeczności Gaia-X. [12]

### Kod
Specyfikacje opisane w dedykowanej sekcji są następnie implementowane w przykładowym kodzie za pośrednictwem społeczności Gaia-X Open Source. 
Gaia-X AISBL udostępnia komponenty oprogramowania w dwóch głównych wersjach: 
- Wersja 1 (v1), znana jako TAGUS, implementuje reguły Gaia-X Trust Framework 22.10, dokumentu Gaia-X Architecture Document 22.10[14], dokumentu Policy Rules and Labels 22.11[15] (poprzednia wersja dokumentu zgodności) oraz dokumentu Identity, Credentials and Access Management 22.10[16].

- Wersja 2 (v2), znana jako LOIRE, wdraża zasady Dokumentu Zgodności 24.06[17], zgodnie z wymogami opisanymi w Dokumencie Architektury 24.04[18].

### Etykiety (Label)
Etykieta Gaia-X to znak zaufania, który odzwierciedla spełnienie różnych kryteriów związanych z przejrzystością, ochroną danych, bezpieczeństwem, interoperacyjnością, przenośnością i zrównoważonym rozwojem, zgodnie z wartościami europejskimi. 
Uzyskanie Etykiety Gaia-X odbywa się poprzez zebranie dowodów, które następnie można przeanalizować po przesłaniu do Gaia-X Digital Clearing House (GXDCH) w celu uzyskania odpowiedniej Etykiety. 

## Zarządzanie
Siedziba inicjatywy znajduje się w Belgii i posiada formę międzynarodowej organizacji non-profit.
Inicjatywa posiada centra w następujących krajach:
- Gaia-X Hub Germany – centrum otwarte w 2020 roku[19], zrzeszające krajowych producentów motoryzacyjnych i rozwijająca projekty przemysłu motoryzacyjnego, lotniczego i naukowego[20]
- Gaia-X Hub France – centrum otwarte w 2021 roku, zrzeszająca przedsiębiorstwa francuskie[21] i posiadająca projekty skupiające się na przetwarzaniu danych[22]
- Gaia-X Korean Hub – ogłoszone październiku 2024, zrzeszające krajowe przedsiębiorstwa przetwarzające dane[23]

### Gaia-X Digital Clearing House (GXDCH)
Gaia-X Digital Clearing House (GXDCH) to punkty obsługi, które umożliwiają automatyczną weryfikację uczestników lub usług danych pod kątem zgodności z zasadami Gaia-X.

## Zobacz także
- autonomia strategiczna